# Conognatha elongata
Conognatha elongata es una especie de escarabajo del género Conognatha, familia Buprestidae. Fue descrita científicamente por Kerremans en 1903.